# Запорожець Надія Іллівна
Надія Іллівна Запорожець (нар. 10 липня Єнакієво, Донецька область) — художниця імпресіоністка, музикант, вчитель.

## Життєпис

### Родина
Батько  — Ілля Порфирійович Запорожець, народився в сім'ї постраждалих від більшовицьких економічних експериментів. Родина Іллі Порфирійовича мала козацьке коріння, прізвище Запорожець носило все село, яке потім було затоплене під час пуску Каховської ГЕС, тоді ж загинуло багато родичів, які не побажали залишати рідні села. Дотримувався дисидентських поглядів. Мати  — Запорожець (із дому Плищенко) Марія, родом із села Мельники, Канівського району, репресована спочатку німецькою владою (заточена до люблінського концтабору), а після війни відправлена більшовиками до сибірських таборів, за те, що була репресована німцями.
Батько Надії загинув за загадкових обставин на будівництві, коли Надії виповнилося 5 років. Офіційна версія  — нещасний випадок.

### Навчання
Середню освіту отримала у єнакіївській школі № 2, там же навчалась у музичній школі і в школі балету.
Після школи поступила до Артемівського музичного училища, яке закінчила з червоним дипломом, після поступила до Харківського інституту мистецтв ім.. Котляревського на спеціальність — фортепіано, концертмейстер.
1984  — отримала розподіл до міста Суми. Поїхала, бо ще пообіцяли власне житло, яке і отримала через 3 роки праці в Сумській музичній школі № 1.

### Робота, творчість
- З 1984  — активний учасник студії Ратнера.
- 2011  — персональна виставка фотокартин та графіки (Музей «Картинна галерея» м. Тростянець)
- 2011  — 2014  — участь у пленерах фестивалю мистецтв «Золоте Латаття» (м. Путивль). Персональна виставка фотокартин «Ой, на Івана Купала».
- 2012  — персональна виставка картин на 10-му фестивалі мистецтв «Золоте Латаття» (м. Путивль)
- 2012  — персональна виставка картин на тему «Слово о полку Ігоревім» (Галерея «12», Прес-Клуб, Суми)
- 2014  — виставка «Музика  — живопис» (Сумська обласна філармонія).
- 2013  — 2015  — участь у благодійних аукціонних виставках (галерея «Наша», Сумська міська галерея).
- 2015  — учасник міжнародного ленд-арт симпозіуму «Простір покордоння» (село Могриця, Сумська область).
- 2015, липень  — персональна виставка картин у Сумській муніципальній галереї.

Кандидат на вступ до Спілки художників України.

### Громадська робота
- 2012  — засновниця «Академії маленького архітектора», дитячої філармонії та дитячої галереї «Landish», що при музеї Петра Чайковського в Низах.
- 2012  — до «Євро 2012» заснувала проект відродження садиби М. Кондратьеєва у селі Низи Сумської області, де тепер організований музей Петра Чайковського. Ця програма врятувала садибу від придбання за безцінь одним депутатом від партії «регіонів».
- В Низах на волонтерських засадах викладає для дітей музику.

| Я вважаю, що Сумщина є надзвичайним духовним центром, куди у свій час тягнулися такі видатні постаті як: Чайковський, Чехов, Рахманінов, Тарас Шевченко. Ці імена прив’язані до різних садиб, багато із яких залишилися досі, але, на жаль, у занедбаному стані. Одну ми відродили – це маєток Кондратьєвих у Низах Надія Запорожець |